# La leggendaria Dolly Wilde
La leggendaria Dolly Wilde (How to Build a Girl) è un film del 2019 diretto da Coky Giedroyc.
La pellicola è l'adattamento cinematografico del romanzo Come diventare una ragazza di Caitlin Moran.

## Produzione

### Sviluppo
Nel novembre 2014 Alison Owen e Debra Hayward acquistarono i diritti cinematografici del romanzo di Moran, che era stata ingaggiata per scrivere la sceneggiatura del film. Tra il maggio e l'ottobre 2018 è stata annunciata la presenza nel cast di Beanie Feldstein, Alfie Allen, Paddy Considine, Arinzé Kene ed Emma Thompson.

### Riprese
Le riprese principali si sono svolte nell'estate 2018 a Londra.

## Distribuzione
Il film è stato presentato in anteprima il 7 settembre 2019 al Toronto International Film Festival. La distribuzione nelle sale statunitensi è avvenuta l'8 maggio 2020.